# Luis de los Santos
Luis Manuel de los Santos Martínez (nacido el 29 de diciembre de 1966 en San Cristóbal) es un ex primera base dominicano que jugó en las Grandes Ligas de Béisbol. De los Santos jugó en las Grandes Ligas alrededor de tres temporadas con los Reales de Kansas City (1988-1989) y los Tigres de  Detroit (1991). Terminó en las mayores con .209 de promedio, 29 hits, 6 dobles, 2 triples, 7 carreras impulsadas, 8 anotadas, 22 ponches, 11 bases por bolas en 55 juegos y 139 turnos al bate.
Años después, de los Santos jugó profesionalmente en Taiwán (1994-1995, 1998), Japón (1997), Corea (2001) e Italia con los Nettuno Baseball Club.